# Nordmannia infrapallida
Nordmannia infrapallida är en fjärilsart som beskrevs av Barend J. Lempke 1955. Nordmannia infrapallida ingår i släktet Nordmannia och familjen juvelvingar. Inga underarter finns listade i Catalogue of Life.